# Cufim
Cufim nebo Cofim, též Cufin (hebrejsky צוֹפִים, neboli צוּפִין, podle arabského místního názvu Chirbat Sufin, v oficiálním přepisu do angličtiny Zufim, přepisováno též Zufin, Tzofim nebo Tzufin) je izraelská osada a vesnice typu společná osada (jišuv kehilati) na Západním břehu Jordánu v distriktu Judea a Samaří a v Oblastní radě Šomron.

## Geografie
Nachází se v nadmořské výšce 160 metrů na západním okraji hornatiny Samařska v místech, kde tato hornatina přechází do Izraelské pobřežní planiny. Cufim leží cca 3 kilometry severovýchodně od města Kalkílija, cca 50 kilometrů severozápadně od historického jádra Jeruzalému a cca 25 kilometrů severovýchodně od centra Tel Avivu.
Vesnice je prakticky izolována od dopravní sítě Západního břehu Jordánu a silniční doprava je orientována přednostně na Izrael v jeho mezinárodně uznávaných hranicích, západně od Zelené linie, kam vede lokální spojovací silnice číslo 5504, která se pak napojuje na Transizraelskou dálnici číslo 6. Cufim leží v hustě osídlené oblasti na západním okraji Západního břehu Jordánu, v těsné blízkosti velkého palestinského města Kalkílija.

## Dějiny
Vesnice vznikla v roce 1989. Už 5. října 1983 izraelská vláda rozhodla o zřízení nové osady v této lokalitě. Plánovalo se zde výhledově zbudování až 1200 bytových jednotek, z nichž 300 se mělo postavit v první fázi. Podrobnější územní plány pro tuto obec předpokládaly v 1. fázi zřízení 282 bytů (později rozšířeno na 561 - více než z poloviny realizováno), v 2. fázi 1208 bytů (nerealizováno, na místě místo toho zprovozněn lom na kámen). Skutečná výstavba obce ale začala až roku 1989, podle jiného zdroje roku 1985.
Počátkem 21. století byla obec Cufim s okolím zahrnuta do Izraelské bezpečnostní bariéry a fakticky tak přičleněna k sousedním oblastem za Zelenou linií, tedy v hranicích Izraele. Tato bariéra již byla postavena. V roce 2006 ale Nejvyšší soud Státu Izrael rozhodl, že část bariéry východně od Cufim má být demontována a postavena v nové trase, která nebude zabírat a izolovat soukromé zemědělské pozemky v majetku Palestinců ze sousedních vesnic.

V obci žije ilustrátor Šaj Čarka.

## Demografie
Obyvatelstvo Cufim je v databázi rady Ješa popisováno jako smíšené, tedy složené ze sekulárních a nábožensky založených Izraelců. Podle údajů z roku 2014 tvořili naprostou většinu obyvatel Židé (včetně statistické kategorie "ostatní", která zahrnuje nearabské obyvatele židovského původu ale bez formální příslušnosti k židovskému náboženství).
Jde o menší obec vesnického typu (ale urbanisticky jde spíše o předměstskou obec rezidenčního charakteru) s dlouhodobě silně rostoucí populací. K 31. prosinci 2014 zde žilo 1815 lidí. Během roku 2014 registrovaná populace stoupla o 11,9 %.
| Rok            | 1993 | 1994 | 1995 | 1996 | 1997 | 1998 | 1999 | 2000 |
| -------------- | ---- | ---- | ---- | ---- | ---- | ---- | ---- | ---- |
| Počet obyvatel | 474  | 542  | 566  | 693  | 731  | 759  | 794  | 857  |

| Rok            | 2001 | 2002 | 2003  | 2004  | 2005  | 2006  | 2007  | 2008  | 2009  | 2010  | 2011  | 2012  | 2013  | 2014  |
| -------------- | ---- | ---- | ----- | ----- | ----- | ----- | ----- | ----- | ----- | ----- | ----- | ----- | ----- | ----- |
| Počet obyvatel | 890  | 997  | 1 040 | 1 048 | 1 043 | 1 082 | 1 143 | 1 181 | 1 129 | 1 249 | 1 344 | 1 484 | 1 622 | 1 815 |